# Isles-les-Meldeuses
Isles-les-Meldeuses é uma comuna francesa localizada na região administrativa da Île-de-France, no departamento Sena e Marne. A comuna possui 498 habitantes segundo o censo de 1990.